# بخش بلویو، شهرستان موریسون، مینه سوتا
بخش بلویو (به انگلیسی: Bellevue Township) یک منطقهٔ مسکونی در ایالات متحده آمریکا است که در شهرستان موریسون، مینه‌سوتا واقع شده‌است.
 بخش بلویو ۱۱۸٫۵ کیلومتر مربع مساحت و ۱٬۱۱۵ نفر جمعیت دارد و ۳۳۹ متر بالاتر از سطح دریا واقع شده‌است.